# 氣合小紋石蛾
氣合小紋石蛾（学名：Cheumatopsyche chihonana）为紋石蛾科合脈石蛾屬下的一个种。